# Sukaramai II (Medan Area)
Sukaramai II is een bestuurslaag in het regentschap Medan van de provincie Noord-Sumatra, Indonesië. Sukaramai II telt 6340 inwoners (volkstelling 2010).